# 톈디투
톈디투(중국어: 天地图; 로고에서는 맵 월드라고도 함)는 중국의 공식 무료 웹 매핑 서비스이다. 2010년 10월 22일 중국 국가측량지리정보국 (SBSM)에 의해 출시되었다.
톈디투는 구글 매핑 서비스가 제공하는 것과 유사한 기능을 제공하고자 한다. 톈디투의 생성은 구글을 중국 시장에서 밀어내고 궁극적으로 톈디투를 중국 사용자들을 위한 지리 정보의 주요 출처로 만들려는 중국 정부 전략의 일환으로 간주된다. 이러한 목표는 톈디투를 온라인 지리 정보의 '권위 있는' 출처로 묘사하는 다양한 정부 간행물에서도 표현된다. 예를 들어, SBSM 국장 쉬 더밍은 궁극적인 목표가 '하나의 웹, 하나의 지도, 하나의 플랫폼'을 만들어 중국 시민들에게 가장 권위 있고 포괄적인 웹 매핑 서비스를 제공하는 것이라고 말했다. 쉬 더밍은 또한 톈디투가 온라인 매핑 서비스 분야에서 '신뢰할 수 있고 훌륭한 국가 브랜드'가 될 것이라고 강조했다.

## 역사
톈디투의 베타 버전은 2010년 10월 22일 SBSM에 의해 출시되었다. 국영 언론은 베타 버전이 온라인에 올라온 후 210개 이상의 국가 및 지역에서 약 3천만 명의 사용자가 톈디투를 방문했다고 보도했다. 베타 테스트 후 톈디투는 2011년 1월 18일에 공식 출시되었다. 2011년 6월에는 휴대폰용 시험 버전이 출시되었고, 2011년 10월에는 휴대폰 버전이 공식 출시되었다.
2020년에는 1천만 km²의 2m 해상도 이미지와 537만 km²의 1m 미만 해상도 이미지가 추가되었다.

## 라이선스
톈디투가 2010년 10월에 출시되기 5개월 전, SBSM은 중국에서 온라인 지도 서비스를 제공하는 모든 회사에 라이선스를 소지하도록 요구했으며, 지도 서버를 중국에 유지하도록 요구했다.

## 구글과의 관계
중국에 서버를 두어야 하는 요구 사항은 데이터와 서버를 제어해야 한다고 주장하는 중국 내 구글에 문제를 일으켰다. 2009년, 구글의 본토 서버는 주요 사이버 공격을 경험했으며(아마도 중국 정부로부터), 2010년 3월, 구글은 본토 중국의 Google.cn에서 홍콩의 Google.com.hk로 검색 엔진을 리디렉션했다.

## 비판
2010년에 톈디투가 구글 지도와 구글 어스에서 사용하는 것과 동일한 디지털글로브 출처의 이미지를 사용하는 것으로 밝혀졌다. 중국 및 다른 지역의 사용자들은 톈디투와 구글에서 추출한 이미지를 비교하기 위해 게시했으며, 톈디투의 이미지가 중국어로 되어 있다는 점을 제외하고는 두 출처의 이미지가 동일하다는 것을 발견했다. 또한 데이터가 1년에 두 번만 업데이트되는 반면 구글은 원하는 경우 몇 분마다 더 자주 정보를 업데이트할 수 있기 때문에 서비스 품질에 대한 불만도 있었다. 2012년 현재, 쯔위안 3호-01 위성에서 촬영된 약 10,000 km2 (3,900 mi2)의 이미지도 사용되었다.

## 분쟁 지역
톈디투는 분쟁 지역이라는 어떠한 표시도 없이 중국의 국제 영토 주장을 따른다. 오토나비 및 바이두 지도와 같은 다른 중국 지도 서비스도 유사한 관행을 따른다. 예를 들어, 대만은 중국의 성으로 표시된다. 남중국해의 스프래틀리 군도도 중국 영토로 포함되어 있지만, 베트남과 필리핀도 이 섬들을 주장한다. 구단선이 이 섬들 주위에 그려져 있다. 아루나찰프라데시주 또한 중국에 속하는 티베트의 일부로 표시되지만, 인도는 이 지역이 인도의 일부라고 주장한다.
또한 톈디투는 부분적으로 인정받는 국가인 코소보를 세르비아의 일부로 ((중국-세르비아 관계 참조)) 러시아가 점령한 조지아 영토를 러시아의 일부로 보여준다.

## 같이 보기
- 오토나비
- 바이두 지도